# Палата представителей США
Пала́та представи́телей США (англ. The United States House of Representatives) — нижняя палата Конгресса США. В ней представлен каждый штат пропорционально численности населения.
Количество мест в палате постоянно с 1963 года и составляет 435, это число не установлено Конституцией и может быть изменено законом. Каждый представитель штата занимает своё место в течение двухгодичной каденции и может быть переизбран неограниченное количество раз. Главой палаты является спикер Палаты представителей избираемый большинством голосов членов Палаты представителей. Формирование и полномочия Конгресса установлены в первой статье Конституции США. При этом не используются понятия верхней и нижней палаты. Основной функцией Палаты представителей является принятие федеральных законов, то есть таких законов, которые действуют на территории всех штатов. Билли, принятые в палате, также проходят обсуждение в Сенате и одобрение президентом, прежде чем станут законом. По итогам голосования 1 апреля 2025 года большинство составляют представители Республиканской партии — 220 мест, тогда как представители Демократической партии занимают 212 мест, а три места в палате остались вакантными до следующих выборов в ноябре 2026 года.

## Членство
Кандидат в члены Палаты представителей должен быть не моложе 25 лет на момент вступления в должность, пробыть гражданином США не менее семи лет и жить в том штате, который будет представлять, во время проведения
выборов.
Члены палаты могут использовать обращение «The Honorable» (The Hon., «достопочтенный») перед именем.

## Выборы
Палата представителей переизбирается раз в 2 года. В неё избирают 435 представителей, имеющих право голоса. По закону все 435 представителей, имеющих право голоса, должны избираться от одномандатных округов. Кроме них в Палату представителей избирают 6 представителей без права голоса. Таким образом общее число членов палаты равно 441 (по состоянию на 2020 год).
Выборы представителей проводятся каждый чётный год в один и тот же день выборов, установленный для всей страны — это первый вторник после первого понедельника ноября (в зависимости от года этот день выпадает на дату со 2 по 8 ноября). Каждые вторые выборы в Палату представителей совпадают с выборами Президента США.
Все 435 избирательных округа, где избирают представителей, имеющих право голоса, распределены между различными штатами страны. Каждый штат должен включать как минимум один избирательный округ, то есть совсем маленький штат должен иметь как минимум одного члена Палаты представителей вне зависимости от численности его населения. Более крупные штаты имеют несколько избирательных округов (от 2, как, например, штат Мэн, и до 54, как Калифорния в 2024 году). Избирательные округа должны быть примерно с равной численностью избирателей — как округа внутри штата (для крупных штатов это примерно по 600 тыс. избирателей), так и, по возможности, округа разных штатов (при малом числе округов в штате, равном 2, 3, 4, это сделать труднее).
Количество избирательных округов в каждом штате, а также границы между ними уточняются по результатам переписи населения, которая проводится в США раз в 10 лет в год, оканчивающийся на 0 (например, 2010, 2020). Голосования по перераспределённым новым избирательным округам (их общее число сохраняется и равно 435) производится начиная с года, оканчивающегося на 2 (например, с 2012, 2022 года).
Кроме 435 представителей, имеющих право голоса, в Палату представителей могут избираться представители без права голоса. На 2020 год их 6 (вопрос об увеличении их числа в стадии рассмотрения) и они представляют: округ Колумбия — столицу страны Вашингтон (1), Пуэрто-Рико (1), территории США (4). Эти представители избираются по законам соответствующих территорий. 5 из них избираются на два года. Представитель Пуэрто-Рико избирается на четыре года. Они могут вносить проекты законодательных положений и принимать участие в голосованиях в комитетах, но не в самой Палате представителей. C 2019 также племя Чероки послало своего представителя (избранного советом племени), однако ПП предлагает избирать его всеми членами племени.

## Зарплаты
По данным на январь 2010 года, годовая зарплата каждого представителя устанавливалась в 174 тыс. долл. (то есть 14,5 тыс. долл. в месяц).
Согласно Двадцать седьмой поправке к Конституции США закон об изменении зарплаты членов Палаты представителей и Сенаторов Соединённых Штатов вступает в силу не ранее проведения следующих выборов в Палату представителей.

## Комитеты
- Комитет по сельскому хозяйству
- Комитет по ассигнованиям
- Комитет по делам вооружённых сил
- Комитет по бюджету
- Комитет по вопросам образования и труда
- Комитет по энергетике и торговле
- Комитет по финансовым услугам
- Комитет по иностранным делам
- Комитет по национальной безопасности
- Комитет по жилищному администрированию
- Комитет по вопросам судопроизводства
- Комитет по природным ресурсам
- Комитет по надзору и правительственной реформе
- Комитет по регламенту
- Комитет по науке и технике
- Комитет по малому бизнесу
- Комитет по стандартам официального поведения
- Комитет по транспорту и инфраструктуре
- Комитет по делам ветеранов
- Комитет по методам и средствам
- Совместный экономический комитет
- Совместный комитет Конгресса по церемонии инаугурации
- Совместный комитет по вопросам налогообложения
- Постоянный специальный Палаты комитет по разведке
- Специальный комитет Палаты по энергетической независимости и глобальному потеплению